# Foetus
Foetus, anche conosciuto come Foetus Under Glass, You've Got Foetus on Your Breath, Scraping Foetus off the Wheel e Foetus Interruptus, è il progetto principale del pioniere della musica industrial J. G. Thirlwell. Un progetto che ha continuamente variato sia nel nome sia nella musica. Tutte le uscite fino al 1995 hanno nomi diversi. Dopo il 1995 divenne semplicemente Foetus, con l'eccezione di The Foetus Symphony Orchestra (che include altri partecipanti), nel 1997.

## Discografia
In piccolo, il nome con cui è accreditato.

### Album in studio
- 1981 - Deaf You've Got Foetus on Your Breath
- 1982 - Ache You've Got Foetus on Your Breath
- 1984 - Hole Scraping Foetus Off the Wheel
- 1985 - Nail Scraping Foetus Off the Wheel
- 1988 - Thaw Foetus Interruptus
- 1995 - Gash Foetus
- 1997 - York (First Exit to Brooklyn) The Foetus Symphony Orchestra, con Lydia Lunch
- 2001 - Flow Foetus
- 2005 - Love Foetus
- 2013 - Soak Foetus

### Album dal vivo
- 1988 - Rife Foetus Corruptus
- 1992 - Male Foetus in Excelsis Corruptus Deluxe
- 1996 - Boil Foetus

### EP
- 1982 - Custom Built for Capitalism Foetus Over Frisco
- 1985 - Wash/Slog You've Got Foetus on Your Breath
- 1987 - Bedrock Foetus All-Nude Revue
- 1987 - Ramrod Scraping Foetus Off the Wheel
- 1990 - Butterfly Potion Foetus Inc.
- 1995 - Null Foetus
- 1996 - Überschall 1996 Foetus, con i Faust e gli Stereolab
- 2004 - (not adam) Foetus

### Singoli
- 1981 - Spite Your Face/OKFM Foetus Under Glass
- 1981 - Wash It All Off You've Got Foetus on Your Breath
- 1982 - Tell Me, What Is the Bane of Your Life Phillip and His Foetus Vibrations
- 1984 - Calamity Crush Foetus Art Terrorism
- 1985 - Finely Honed Machine Foetus Über Frisco
- 1992 - Somnambulumdrum Foetus Inc.
- 1994 - Vice Squad Dick Foetus, con i Chrome Cranks
- 1995 - Verklemmt/Be Thankful Foetus

### Raccolte
- 1985 - The Foetus of Excellence The Foetus of Excellence
- 1989 - Sink Foetus Inc.
- 1996 - Null/Void Foetus
- 2001 - Blow Foetus, remix
- 2006 - Damp Foetus
- 2007 - Vein Foetus, remix